# School of Seven Bells
School of Seven Bells (aussi connu sous l'abréviation SVIIB) est un groupe de rock indépendant américain, originaire de Brooklyn, à New York. Il est formé en 2007 par Benjamin Curtis et deux sœurs jumelles Alejandra et Claudia Deheza. Le groupe se sépare en 2013.

## Biographie
Benjamin Curtis (ex-Secret Machines) fait la rencontre des sœurs jumelles Alejandra et Claudia Deheza (ex-On!Air!Library!) lors d'une tournée avec Interpol. Les trois décident de se séparer de leurs groupes pour n'en former qu'un de leur côté.
Le groupe joue une musique pop avec une ambiance éthérée et des tonalités parfois psychédéliques,. Leur premier disque, Alpinisms, sorti en 2008 reçoit les faveurs de la presse spécialisée. Le groupe joue ensuite en première partie de Bat for Lashes sur sa tournée Two Suns.
Leur deuxième album, Disconnect from Desire paraît deux ans plus tard durant l'été 2010 avec un bon accueil critique de la part de Pitchfork. Durant leur tournée qui suit, le groupe reprend en rappel la chanson Kiss them for Me de Siouxsie and the Banshees. Le groupe est récompensé d'un International Bet of the Year (Aposta Internacional) au MTV Video Music Brasil 2010, et en octobre, Claudia Deheza quitte le groupe pour des « raisons personnelles ». Le 28 février 2012, ils publient leur troisième album, Ghostory, et premier comme duo. Il comprend les singles The Night, Lafaye et Scavenger. Le 13 novembre 2012, l'EP Put Your Sad Down est publié.
En février 2013, Curtis est diagnostiqué d'une leucémie aiguë lymphoblastique des semaines après l'apparition des premiers symptômes. Curtis ne s'en échappe pas et décède le 29 décembre 2013 au Memorial Sloan–Kettering Cancer Center de New York. Un album était alors en cours de préparation, Alejandra Deheza le finalise et SVIIB sort en février 2016. Le dernier morceau produit par Curtis avant sa mort, une reprise de I Got Knocked Down (But I’ll Get Up) de Joey Ramone, est publié en juin 2014. Le dernier album du groupe, SVIIB, freiné par la mort de Curtis, est publié en février 2016,, précédé par un single, Open Your Eyes.

## Discographie
- 2008 : Alpinisms
- 2010 : Disconnect from Desire
- 2012 : Ghostory
- 2016 : SVIIB